# Noturus stigmosus
Loài Noturus stigmosus là một loài cá nước ngọt.